# Piper aduncum
Piper aduncum, llamada popularmente matico, achotlín o cordoncillo, es un árbol perenne de la familia de la pimienta (piperácea). Crece silvestre en costas y selvas de América Central y América del Sur y en los valles interandinos hasta los 3.000 m s.n.m.

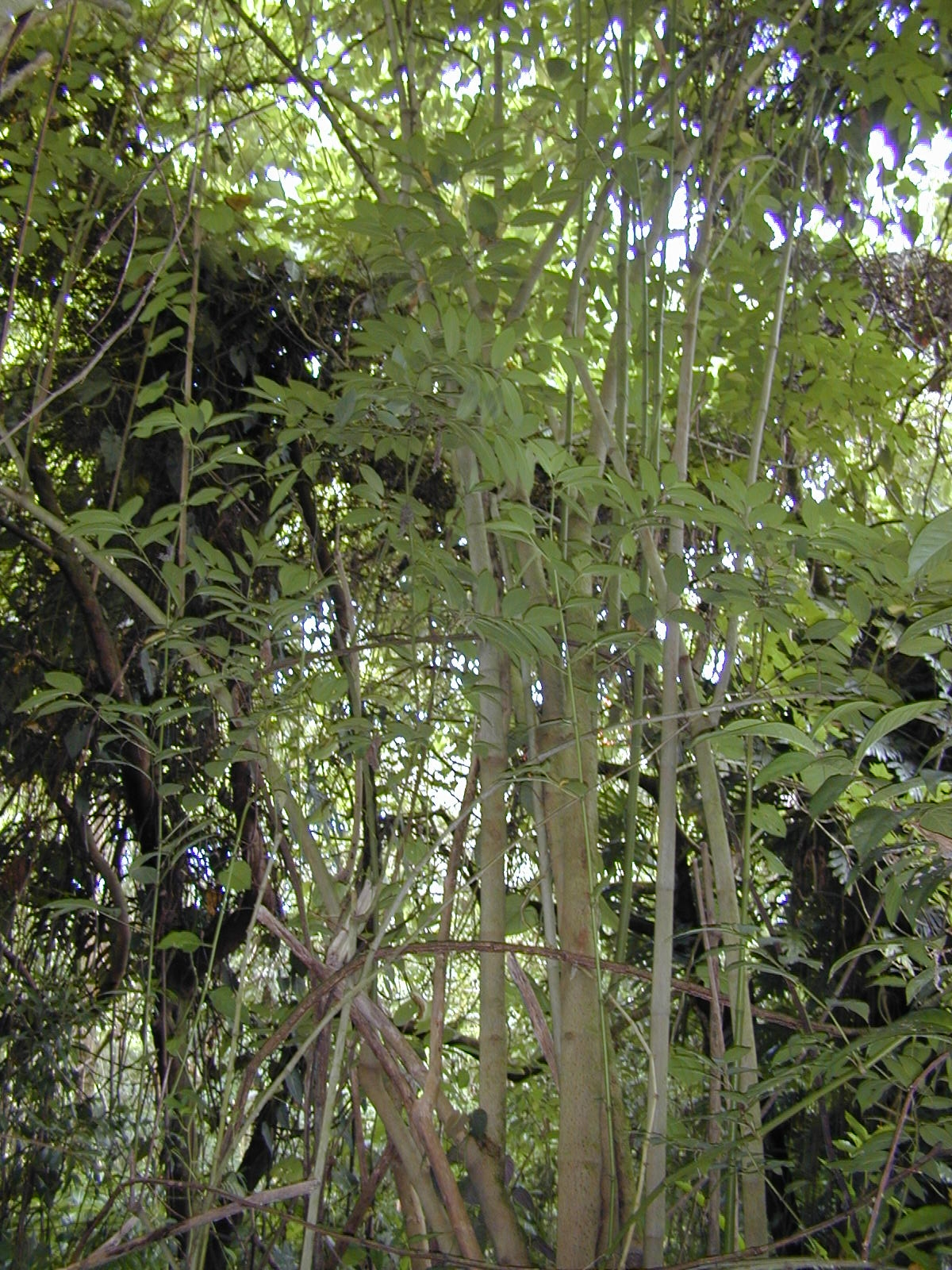
Vista de la planta

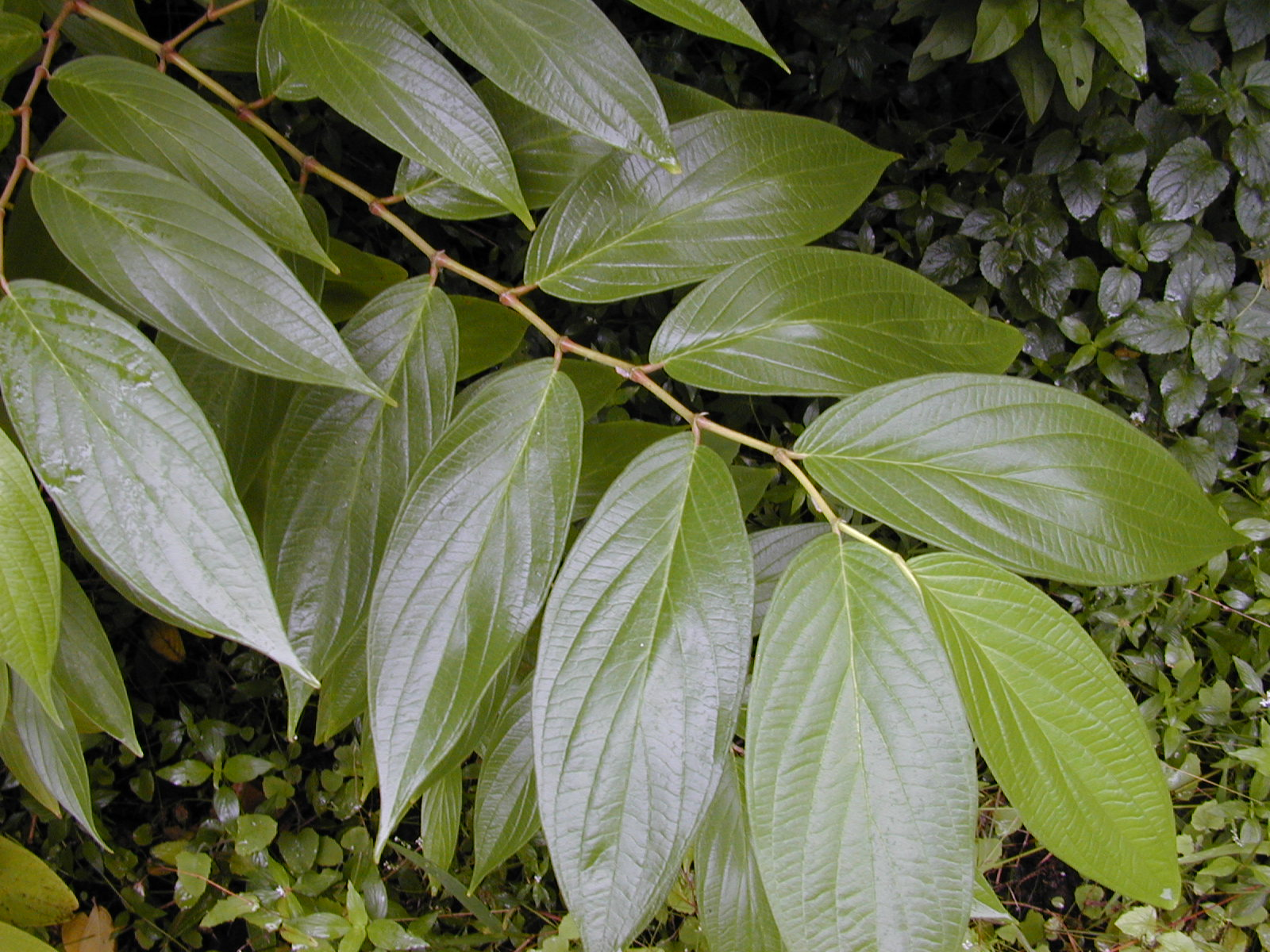
Hojas

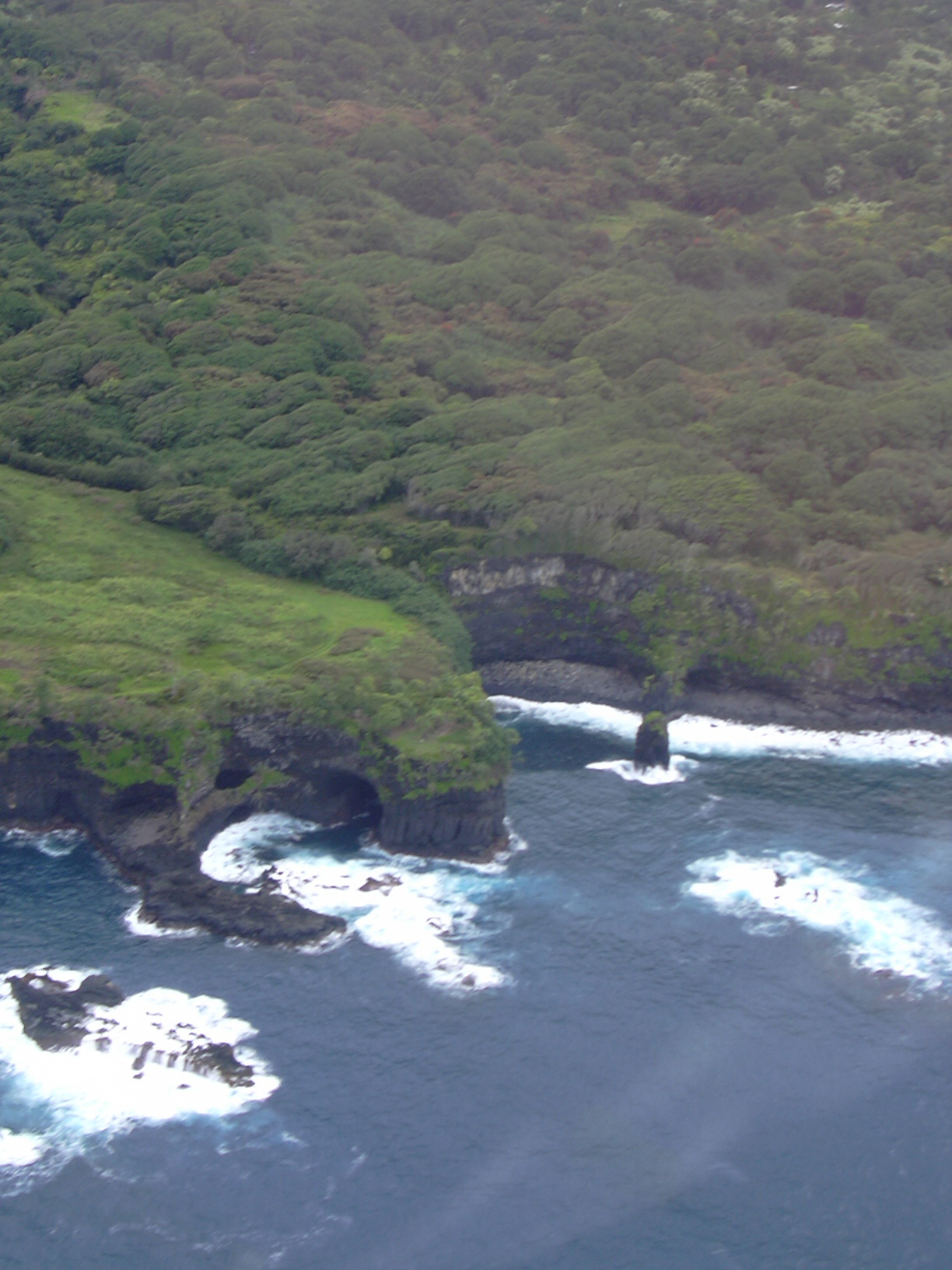
Hábitat

## Descripción
Es un arbusto perenne de 3-4 metros de altura con tallo leñoso, nodoso, ramificado y verde o gris pálido. con hojas de color verde claro, alternas y en forma de lanza con el ápice en punta, de 12-20 cm de largo y 5-8 cm de ancho.
Presenta inflorescencia en amento de color blanco, compuesta con pequeñas flores hermafroditas. Su fruto es una pequeña drupa con semillas negras.

## Taxonomía
Piper aduncum fue descrita por Carlos Linneo y publicado en Species Plantarum 1: 29. 1753.
Variedades aceptadas
- Piper aduncum var. cordulatum (C.DC.) Yunck.
- Piper aduncum var. ossanum (C. DC.) Saralegui

Sinonimia
- Artanthe adunca (L.) Miq.
- Artanthe cearensis Miq.
- Artanthe celtidifolia (Kunth) Miq.
- Artanthe elongata (Vahl) Miq.
- Artanthe galeottii Miq.
- Artanthe galleoti Miq.
- Artanthe granulosa Miq.
- Artanthe vellozoana Miq.
- Lepianthes granulatum Raf.
- Piper acutifolium var. membranaceum C. DC.
- Piper aduncifolium Trel.
- Piper anguillaespicum Trel.
- Piper angustifolium Ruiz & Pav.
- Piper cardenasii Trel.
- Piper celtidifolium Kunth
- Piper disparispicum Trel.
- Piper elongatifolium Trel.
- Piper elongatum Vahl
- Piper fatoanum C.DC.
- Piper flavescens (C.DC.) Trel.
- Piper guanaianum C. DC.
- Piper herzogii C. DC.
- Piper intersitum f. porcecitense Trel.
- Piper kuntzei C. DC.
- Piper lineatum var. hirtipetiolatum Trel.
- Piper multinervium M.Martens & Galeotti
- Piper nonconformans Trel.
- Piper oblanceolatum var. fragilicaule Trel.
- Piper pseudovelutinum var. flavescens C.DC.
- Piper purpurascens D. Dietr.
- Piper reciprocum Trel.
- Piper submolle Trel.
- Steffensia adunca (L.) Kunth
- Steffensia angustifolia Kunth
- Steffensia celtidifolia (Kunth) Kunth
- Steffensia elongata (Vahl) Kunth[2]

## Importancia económica y cultural

### Usos culinarios
Como muchas especies de la familia, este árbol tiene el característico olor a pimienta. Los frutos se utilizan como condimento y como sustituto de Piper longum (pimienta larga).

### Uso medicinal
La medicina tradicional le atribuye propiedades variadas. Las hojas en decocción se usan como cicatrizante en el tratamiento de hemorragias,[cita requerida] en lavados antisépticos sobre heridas y en infusión para evacuar cálculos biliares, para aliviar o curar enfermedades del tracto respiratorio (antiinflamatorio, expectorante y antitusígeno), en dolencias gastrointestinales ("empacho", diarreas agudas o crónicas) y tópicamente en infusión de las hojas para hacer gárgaras.
- En la selva lluviosa amazónica los nativos la usan como antiséptico[4]
- En Perú fue utilizado para contener hemorragias y tratar úlceras y en Europa se ha usado para el tratamiento de los órganos genitales y afecciones renales[5]
- En República Dominicana este arbusto se emplea de forma empírica para controlar la diabetes en zonas rurales del país, de acuerdo a un estudio presentado en el lanzamiento del volumen 21 de la revista científica Moscosoa, que desarrolla el Jardín Botánico Nacional, resalta la investigación realizada por dos especialistas dominicanas sobre las propiedades de un arbusto conocido como guayuyo para el control de la diabetes. https://www.diariolibre.com/planeta/ciencia/2023/02/23/estudio-hallan-propiedades-del-guayuyo-contra-diabetes/2235077

Es usada como emoliente y protector de la piel comercializado en forma de jabón antiséptico.

### Compuestos activos
Esta planta contiene numerosos compuestos químicos, como cumarinas, flavonoides, alcaloides, monoterpenos, triterpenos, saponinas, safrol y fenoles.
Los análisis en el aceite esencial elaborado a partir de las hojas de planta han mostrado la presencia de los siguientes: 1,2,4-trimetoxi-5-(1-propenil)-benceno, metileugenol, germacreno D, biciclogermacreno, 4,7,7-trimetilbiciclo [2.2.1] heptan-3-ona y β-cariofileno (2,82 %), δ-cadineno (2,81%) y β-ocimeno (2,34%).

### Estudios farmacológicos
Algunos estudios de laboratorio han confirmado sus propiedades cicatrizantes, antiinflamatorias y antisépticas del  e inhibidor de bacterias como Staphylococcus aureus y Escherichia coli y los hongos Cryptococcus neoformans y Trichophyton mentagrophyte.
El aceite esencial ha mostrado actividad antioxidante y fungistático frente a Candida albicans.

## Historia
Según la leyenda esta planta fue registrada inicialmente por un soldado español herido llamado Matico. Es probable que aprendiera su uso de las tribus locales que aplicaban las hojas a las heridas para detener las hemorragias y comenzó a llamarse Matico o hierba del soldado. Fue introducida en la medicina de Europa y Estados Unidos por un médico de Liverpool en 1839, como hemostático y astringente para las heridas. En textos médicos norteamericanos, la United States Pharmacopoeia, de principios del siglo XIX ya aparece citada esta planta.

## Nombres comunes
- Matico, cordoncillo, higuillo o higuillo de hoja menuda
- Mohomoho del Perú.[9]
- Guayuyo en República Dominicana
- Piper aduncum